# Still (azienda)
La Still GmbH con sede ad Amburgo opera nel settore dei carrelli elevatori e della logistica, fa parte del gruppo Kion.

## Storia
La società venne fondata nel 1920 da Hans Still, come riparatore di motori elettrici. Nel 1949 venne creato il primo carrello elevatore. Nel 1968 viene chiusa la Maschinenfabrik Esslingen e nel 1973 diventa parte della Linde AG. I siti della Still sono a Montataire (1989) e Wagner presso Reutlingen (1997); venditori locali sono a Rio de Janeiro (2001) e Stocka in Svezia (2004).
Nel settembre del 2006 diventa, con la Linde Material Handling e la OM carrelli elevatori, parte della Kion Group GmbH.

## Prodotti
Still è un'azienda tedesca specializzata in carrelli elevatori, con portate da 1 a 5 tonnellate. Produce anche carrelli con motore termico con portate da 1,6 a 8 tonnellate a ciclo Diesel o a GPL, oltre a quelli elettrici tipo transpallet. Inoltre l'azienda produce macchinari per la gestione di magazzini, flotte, rintracciabilità con sistemi a tecnologia RFID.

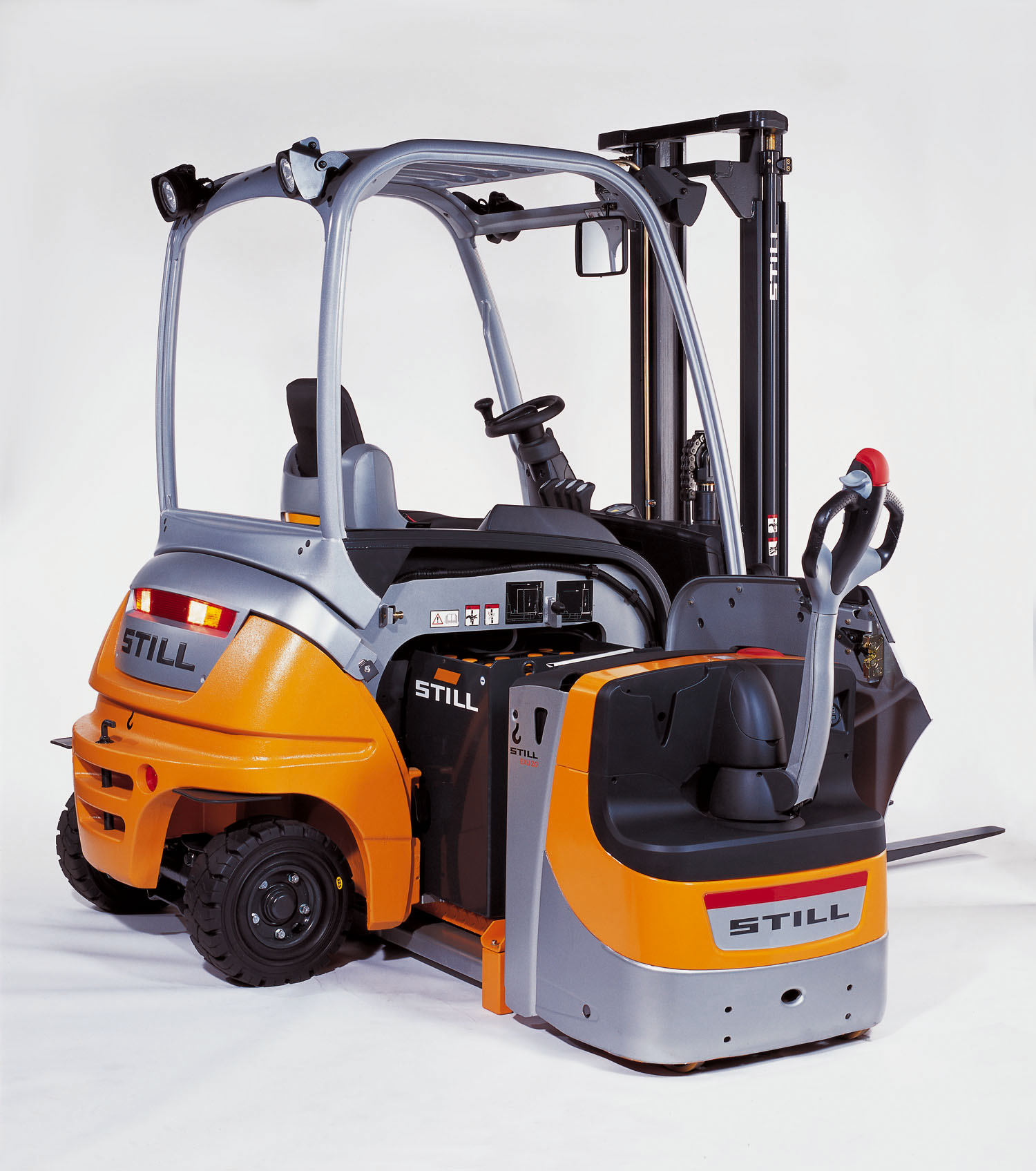
Carrello elevatore